# Theolexxy
 (mai 2025).
Motif : Absence de source secondaire centrée d'envergure nationale. Les prix de magie reçus suffisent-ils ?
- Archive Wikiwix
- Bing
- Cairn
- DuckDuckGo
- E. Universalis
- Gallica
- Google
- G. Books
- G. News
- G. Scholar
- Persée
- Qwant
- (zh) Baidu
- (ru) Yandex
- (wd) trouver des œuvres sur Wikidata

| 1. | Préciser le motif de la pose du bandeau. | Précisez le motif de la pose du bandeau en utilisant la syntaxe suivante : {{admissibilité à vérifier\|date=août 2025\|motif=remplacez ce texte par le motif}}                 |
| 2. | Informer les utilisateurs concernés.     | Pensez à avertir le créateur de l'article, par exemple, en insérant le code ci-dessous sur sa page de discussion : {{subst:avertissement admissibilité à vérifier\|Theolexxy}} |

Theolexxy, de son vrai nom Yanis Amghar, est un prestidigitateur français, spécialisé en grande illusion. 

## Biographie
Originaire d'Avignon, né en 2002, Yanis Amghar a commencé à pratiquer la magie à 13 ans puis l'hypnose à 14 ans, en jouant dans les cartons de l'entrepôt de ses parents, éclairagistes. 
Il se produit dans les festivals de magie, comme les Étoiles de la magie à Oz-en-Oisans, dont il a remporté le premier prix avec sa partenaire Sofia en 2020, Talents de scène à Varennes-Vauzelles, et le Festival de magie et des arts visuels d'Annecy.
Il a participé à l'édition 2024 du championnat de France de magie, compétition organisée par la Fédération française des artistes prestidigitateurs. Il est à cette époque le plus jeune illusioniste d'Europe. Il a obtenu un prix spécial décerné par le Centre International de la Prestidigitation et de l'Illusion (CIPI) de Blois, dans la catégorie scène. Lors de ce même championnat, il a aussi été récompensé par le trophée de Saint-Marin, lui ayant permis de se produire au Grand Gala du Festival de Saint-Marin le 15 mars 2025,. 
La chaîne de télévision TF1 a suivi Theolexxy pendant une semaine dans ses entrepôts de répétition, jusqu’à la préparation d’un gala sur scène pendant son spectacle. Il dévoile son univers et sa passion pour la magie. Le reportage se termine par la voix du présentateur qui révèle son rêve : remplir le stade de France.

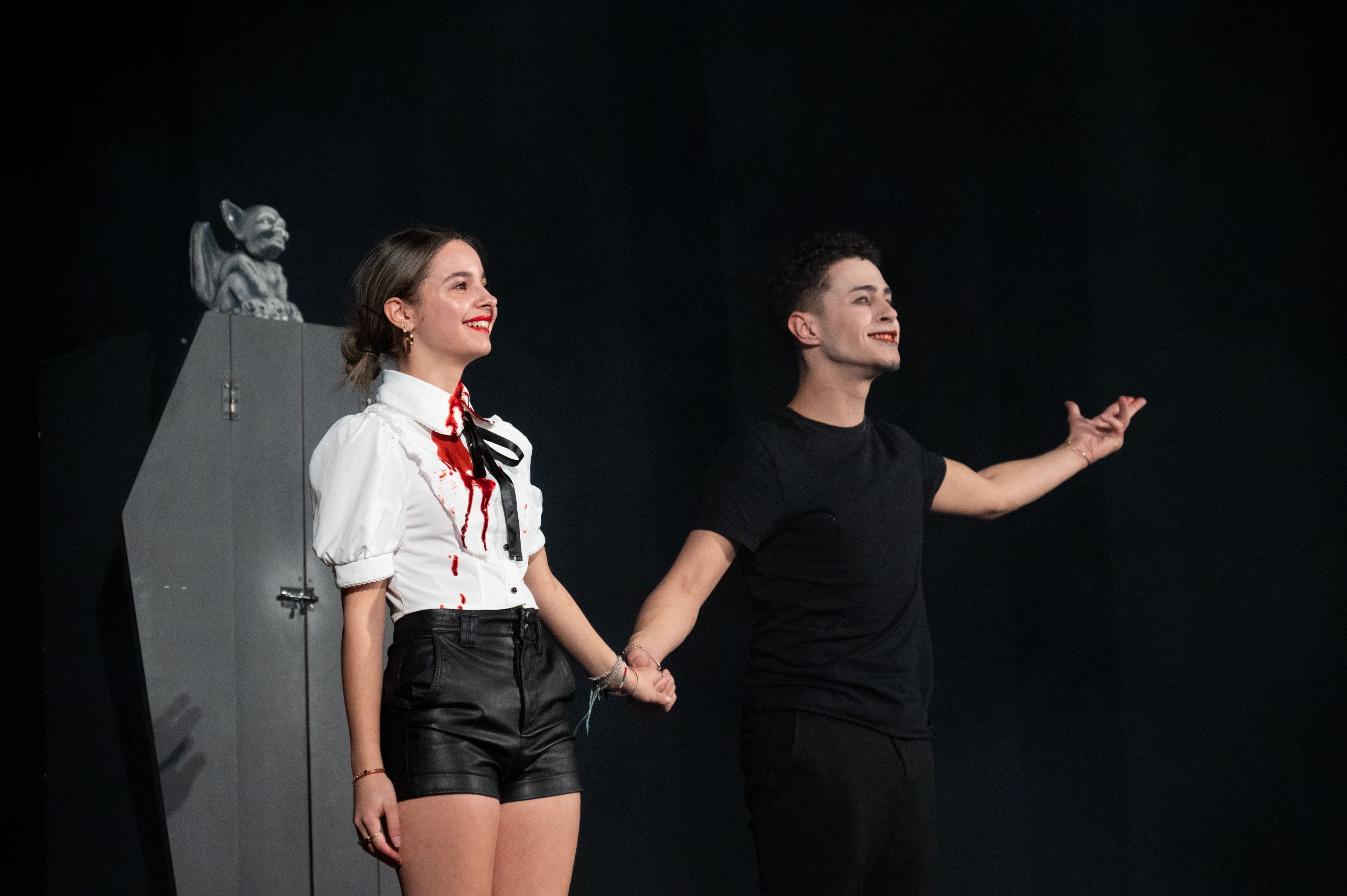
Theolexxy et son assistante Sofia, en représentation dans la république du Saint-Martin

## Autres activités
Yanis Amghar a également été modèle pour Star Magazine.
Aux côtés de Kevhoney Scarlett, Miss Trans Global 2024, Theolexxy a été présentateur de la cérémonie de remise des prix « Inspiration.s Awards 2025 », organisée par la Ville de Paris en mars 2025, « Visibilisé la diversité », consacrée à la transidentité.

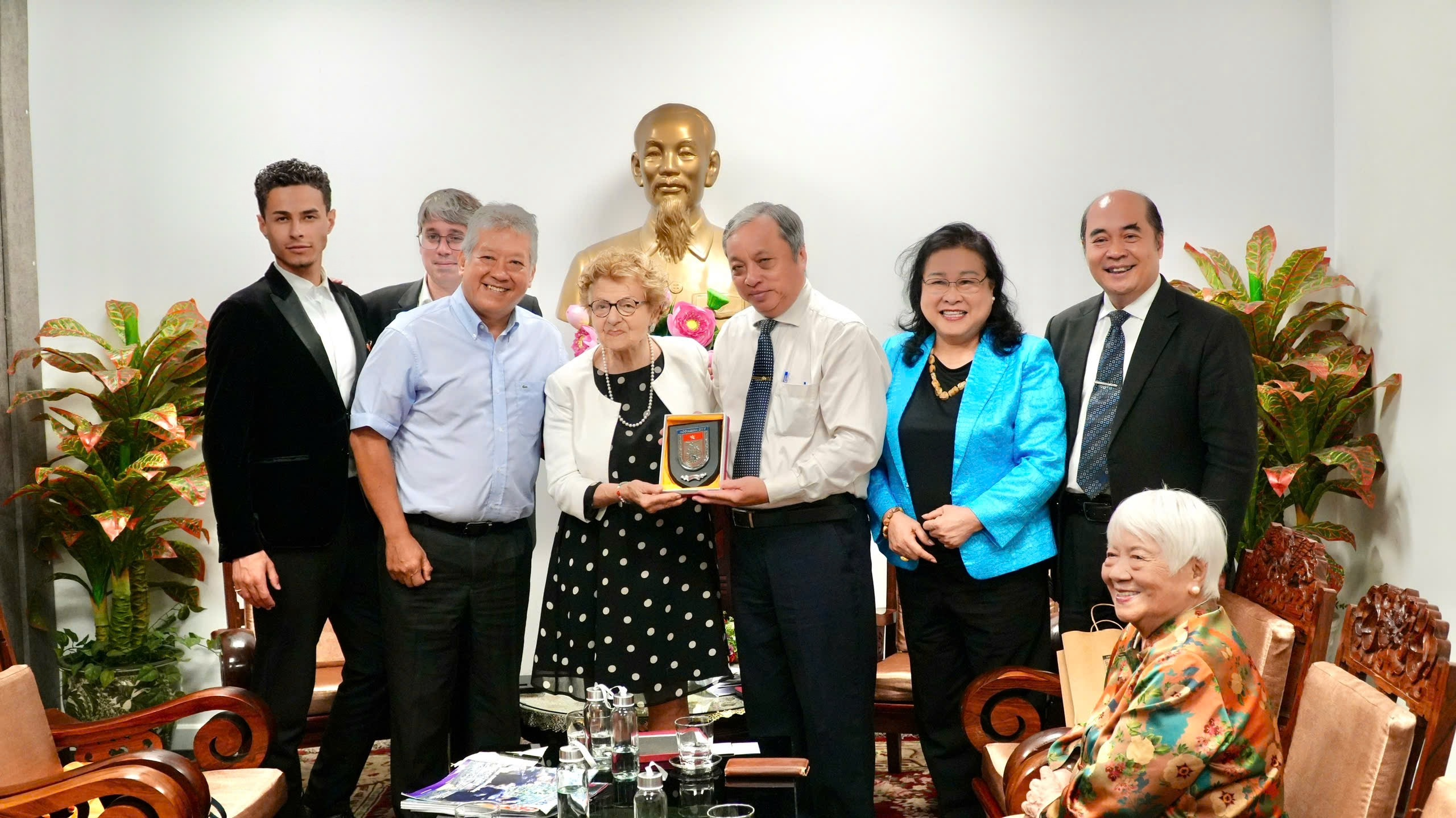
Theolexxy en voyage diplomatique au Vietnam

En avril 2025, Theolexxy a participé à Hô Chi Minh ville aux cérémonies organisées à l'occasion du cinquantième anniversaire de la chute de Saïgon, ayant ouvert la voie à la réunification du Viêt Nam, au sein de la délégation de l'Association d'amitié franco-vietnamienne (AAFV). Présent en tant que responsable des réseaux sociaux de l'AAFV et référent local à Nogent-sur-Marne du comité de Choisy-le-Roi - Val-de-Marne de l'AAFV, il a publié un article d'impressions de voyage dans Perspectives France Viêt Nam, revue trimestrielle de l'AAFV.

## Prix et récompenses

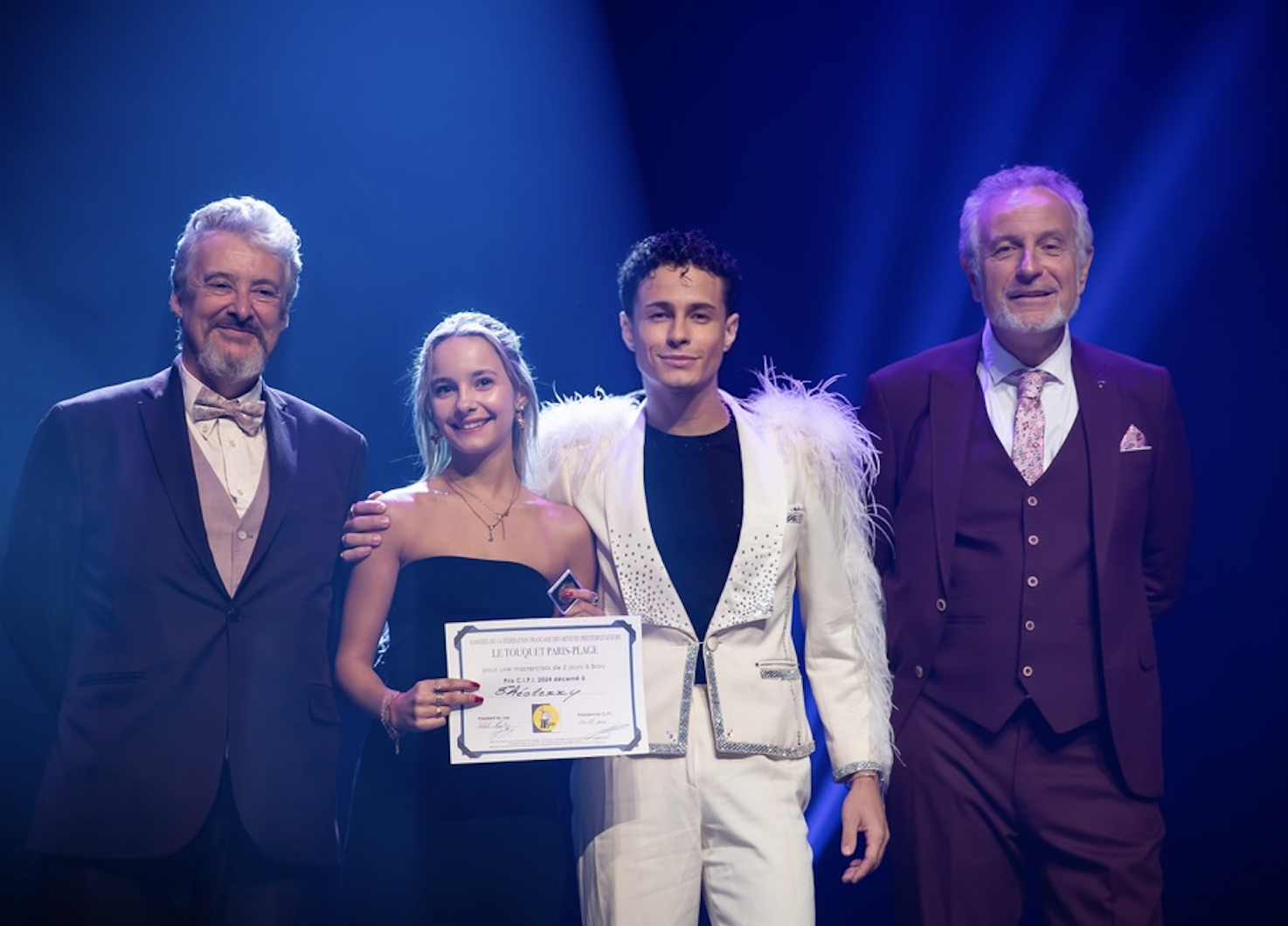
Theolexxy, recevant le premier prix du Centre International de la Prestidigitation et de l'illusion au championnat De France De Magie, 2024, dans la ville du Touquet.

- 1er prix Etoiles de la Magie, Oz-en-Oisans, 2020[2]
- 1er prix Rotary Club d'Annecy, 2021
- 3e prix Cristal de bronze et prix du public Magiefique 2022[15]
- Prix équipe de France de scène 2022
- Prix spécial du Centre International de la Prestidigitation et de l'illusion , championnats de France de magie 2024[6]
- Trophée de Saint-Marin, championnats de France de magie 2024[6]